# Stotzing
Stotzing è un comune austriaco di 838 abitanti nel distretto di Eisenstadt-Umgebung, in Burgenland.